# Zacatepec
Zacatepec és un municipi de l'estat de Morelos. Mazatepec és el cap de municipi i principal centre de població d'aquesta municipalitat. Aquest municipi és a la part central de l'estat d'Morelos. Limita al nord amb Jiutepec, al sud amb Jojutla, l'oest amb Temixco i a l'est amb l'Temoac.